# Hialeah
Hialeah est une ville située dans le comté de Miami-Dade, dans l'État de Floride, aux États-Unis.
Elle fait partie de l'aire métropolitaine de Miami et est située dans une grande prairie entre la baie de Biscayne et les Everglades. Sa superficie est de 51,1 km².
L'aéroport international de Miami est situé au sud de la ville.

## Histoire
L'origine du nom de la ville est le plus souvent attribuée au peuple Muskogee. Hialeah serait composée des mots « Haiyakpo » (prairie) et « hili » (joli). Hialeah signifierait ainsi « jolie prairie ».

## Démographie
Selon le Bureau du recensement des États-Unis, en 2004, la population de Hialeah s'établit à 224 522 habitants, soit la cinquième ville de Floride au regard de la population. Une grande majorité de cette population est d'origine hispanophone (85 %).
On trouve à Hialeah le centre mondial de la Santeria, le siège social de Telemundo et un grand centre de production de l'Orangina. Hialeah est une des villes les plus denses sans gratte-ciel (le plus grand bâtiment n'a que 14 étages).
| 1930  | 1940  | 1950   | 1960   | 1970    | 1980    |
| ----- | ----- | ------ | ------ | ------- | ------- |
| 2 600 | 3 958 | 19 676 | 66 972 | 102 452 | 145 254 |

| 1990    | 2000    | 2010    | - | - | - |
| ------- | ------- | ------- | - | - | - |
| 188 004 | 226 419 | 224 669 | - | - | - |

## Source
- (en) Cet article est partiellement ou en totalité issu de l’article de Wikipédia en anglais intitulé « Hialeah, Florida » (voir la liste des auteurs).